# 面向对象设计
面向对象设计（Object-Oriented Design，OOD）方法是面向对象程序设计方法中一个环节。其主要作用是对分析模型进行整理，生成设计模型提供给OOP作为开发依据。OOD包括：架构设计、用例设计、子系统设计、类设计等。架构设计的侧重点在于系统的体系框架的合理性，保证系统架构在系统的各个非功能性需求中保持一种平衡；子系统设计一般是采用纵向切割，关注的是系统的功能划分；类设计是根据通过一组对象、序列图展示系统的逻辑实现。
面向对象设计是为了解决软件问题而设计一个交互对象系统的过程。是一种软件设计的方法。

## 其他條目
- Class-Responsibility-Collaboration card
- GRASP (物件導向設計)
- IDEF4
- 面向对象程序设计

## 外部連結
- Object-Oriented Analysis & Design （页面存档备份，存于） - overview using UML
- Larman, Craig. Applying UML and Patterns - Third Edition （页面存档备份，存于）
- Object-Oriented Analysis and Design （页面存档备份，存于）
- LePUS3 and Class-Z （页面存档备份，存于）: formal modelling languages for object-oriented design